# Il'insko-Podomskoe
Il'insko-Podomskoe (in russo Ильинско-Подомское) è un villaggio (село) russo del Vilegodskij rajon, nell'oblast' di Arcangelo. Costituisce il centro amministrativo del distretto.